# 서울 경국사 목각아미타여래설법상
서울 경국사 목각아미타여래설법상(서울 慶國寺 木刻阿彌陀如來說法像)은 대한민국 서울특별시 성북구 정릉동, 경국사에 있는 조선시대의 목각탱화이다. 1983년 5월 7일 대한민국의 보물 제748호로 지정되었다.

## 개요
서울 경국사 목각아미타여래설법상(서울 慶國寺 木刻阿彌陀如來說法像)은 서울 성북구 정릉동 경국사 극락전에 모셔진 조선시대의 목각탱으로 중앙의 아미타불을 중심으로 모두 13구의 불상과 보살이 있다.
중앙에는 아미타여래가 커다란 광배(光背)를 배경으로, 여러 층으로 된 대좌(臺座) 위에 있다. 머리에는 작은 소라 모양의 머리칼이 붙여 있으며, 넓적한 얼굴은 형식화가 정착된 조선 후기 불상의 특징을 잘 반영하고 있다. 얼굴에 비해 몸은 왜소하고, 양 어깨에 걸치고 있는 옷은 두꺼워서 신체 윤곽이 거의 드러나지 않는다.
부처의 몸에서 나오는 빛을 형상화한 광배는 아래위의 너비가 같은 조선시대 특유의 형식이다. 불꽃무늬가 위로 솟아서 뻗쳐있고 그 안에 작은 부처들이 표현되어 있다. 본존 좌우에 아미타 8대보살이 있고, 그 밑 좌우에 사천왕 중 증장천과 지국천이 있다. 8대보살은 지장보살을 제외하고 모두 머리에 관(冠)을 쓰고 있으며, 두꺼운 옷을 입고 연꽃을 든 채 활짝 핀 연꽃 위에 서 있다. 본존과 같은 높이에 보살이 서 있고 바깥 좌우에는 나한상이 1구씩 서 있다. 전체적으로 조각수법이 간결하고 양감이 절제되어 평담한 미를 보여준다.
이 작품은 얼마 남아 있지 않은 조선 후기 목각탱화 가운데 하나로서 귀중한 자료로 평가된다.

## 같이 보기
- 경국사

## 참고 자료
- 서울 경국사 목각아미타여래설법상 - 국가유산청 국가유산포털